# Keleti Károly
Keleti Károly (születési nevén Klette Károly József) (Pozsony, 1833. július 18. – Budapest, 1892. május 30.) elméleti közgazdász, statisztikus, iparpolitikus, a magyar statisztikatudomány egyik alapítója. A Központi Statisztikai Hivatal alapítója és első igazgatója 1867 és 1892 között.

## Életútja

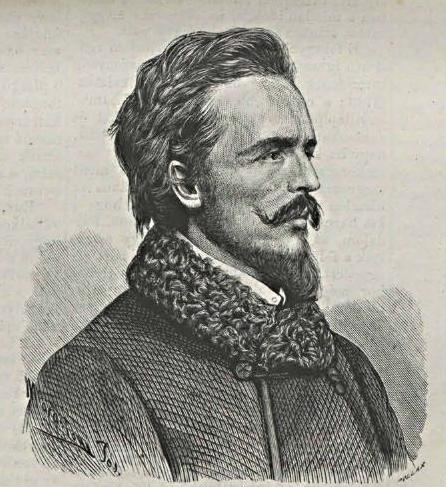
Pollák Zsigmond metszete a Vasárnapi Ujságban (1871)

Apja Karl Klette von Klettenhof (1793–1874) drezdai születésű festőművész és rajztanár volt József nádor udvarában, édesanyja Beyer Johanna volt. Testvére Keleti Gusztáv, unokaöccse Kelety Gábor festőművészek voltak. 
Középiskolai tanulmányait a Királyi Katholikus Egyetemi Főgimnáziumban végezte. Zsenge ifjúként végigküzdötte a szabadságharcot, majd az osztrák fogságból, a kényszersorozás elől megszökve, gyakornok lett a nádor alcsúti uradalmán. Közben befejezte tanulmányait és Pozsonyban a jogba is belehallgatott. A Bach-korszakban ott sem érezhette magát biztonságban, így Budán, majd Szolnokon dolgozott pénzügyi tisztviselőként. Alaposan betekinthetett a kapitalizálódó magyar nagybirtokok szervezetébe, megismerhette azok nehézségeit. Ebben az időben számos e kérdéssel foglalkozó cikket írt, és egy politikai-gazdaságtani kézikönyvet is kiadott. 1861-ben visszatért Pestre, elvette Greguss Ágost író, irodalomtörténész Lívia nevű testvérét. Előbb kisebb lapoknál dolgozott, majd Gusztáv öccse beprotezsálta Eötvös Józsefhez, akinek gyermekei mellett nevelősködött, s a Politikai Hetilap szerkesztője lett. Vezetéknevét 1862-ben változtatta Keletire. 1863. május 1-jén Pesten, a Deák téri evangélikus templomban feleségül vette Greguss Lívia Zsófiát. Az esküvői tanúk Lechner Lajos mérnök és Greguss Gyula gimnáziumi igazgató tanár voltak.
Nem sokkal később ismét banktisztviselő, majd tanácsjegyző lett a Magyar Földhitelintézetnél. Itt még közelebbi ismereteket szerzett a korszerű nagybirtok működtetésének pénzügyi hátteréről is, és folytatta statisztikai, közgazdasági témájú publikációs tevékenységét. A kiegyezés után Gorove István miniszter meghívására a Földművelés-, Ipar- és Kereskedelemügyi Minisztérium osztályvezetője lett, kezdeményezésére és tervei szerint hozták létre a minisztérium keretein belül, de növekvő függetlenséggel a statisztikai hivatalt. Az intézetben komoly, tudományos munkát akart végezni, tanfolyamokat szervezett, ahol a kor legjobb magyar statisztikusai voltak az előadók, illetve tudományos szempontból is jelentős szakkönyvtárat hozott létre.
1869-ben megszervezte a népszámlálást, ápolta a nemzetközi kapcsolatokat, részt vett statisztikai kongresszusokon, tevékenykedett a Nemzetközi Statisztikai Intézet létrehozásában is. Az 1870-es népszámlálás során feltárt nehézségeket látva, kezdeményezésére jött létre a hazai statisztika törvényi háttere, 1874-ben. Közben, 1871-ben megalapították a Királyi Magyar Statisztikai Hivatalt is, amely szakmailag már elkülönült korábbi minisztériumától, s annak első igazgatója lett, miután Fényes Elek a magyar statisztika úttörője nem kaphatta meg, mivel a provizórium (1861–65) idején részt vett a kormány lapjának szerkesztésében. 1880-ban egyéni számlálólapokkal végeztette el az adatfelvételt, ezzel új eredményekre jutva. Munkásságának elismeréseként a Magyar Tudományos Akadémia levelező (1868), rendes (1875), majd igazgató (1890) tagjává választotta; a Budapesti Tudományegyetemen előbb egyetemi magántanár (1875), majd díszdoktor (1880) lett. A „Literis et artibus” érdemrend, az orosz Szent Szaniszló-, az orosz korona- és a spanyol Villaviciosa érdemrend (Comendadore de la Orden de Nuestra Señora de la Concepción de Villaviciosa) tulajdonosa volt.

## Főbb írásai

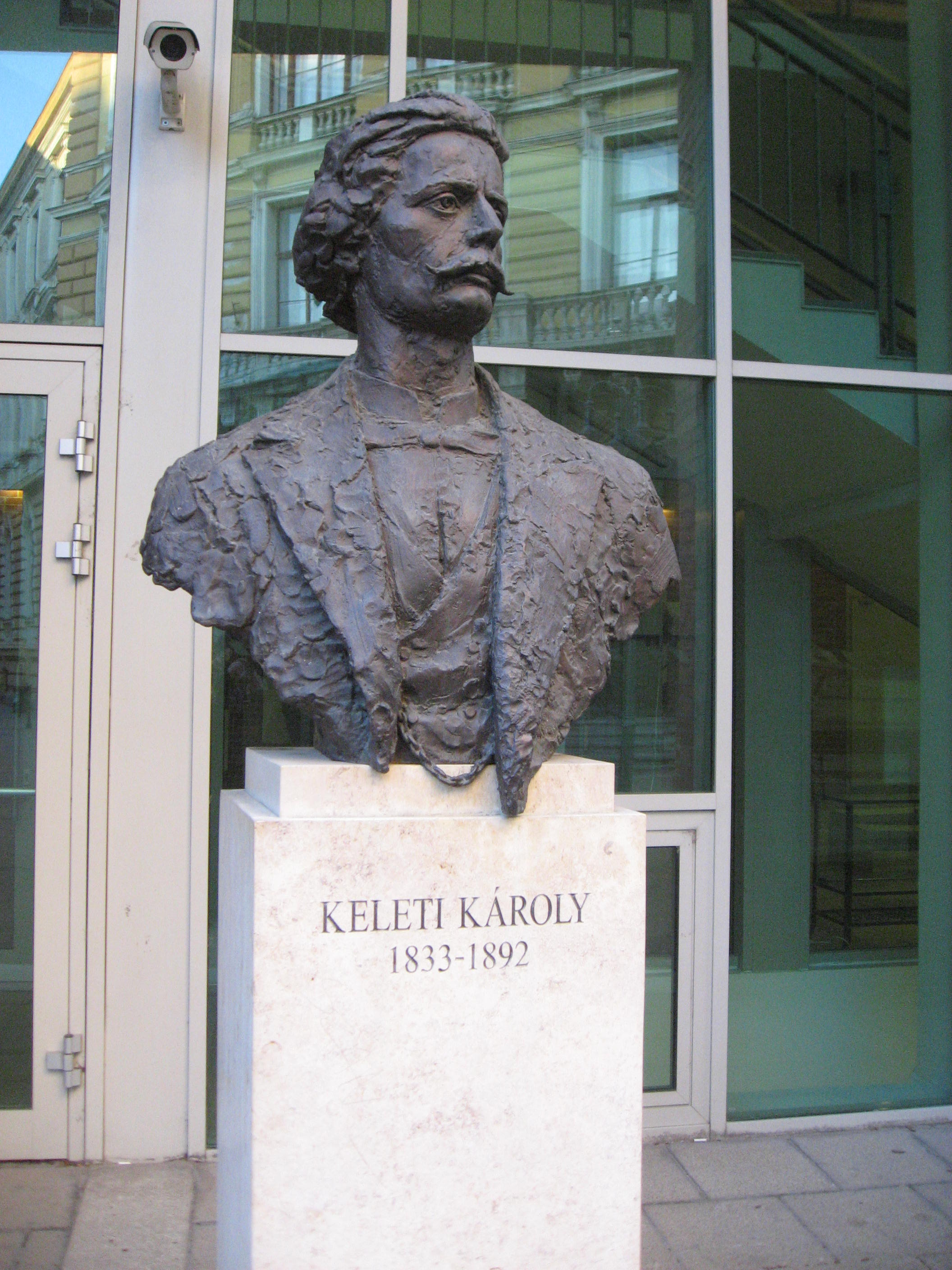
Mellszobra Budapest VIII. kerületében, a Tavaszmező utcában

- A politikai gazdaság kézikönyve. (Baudrillart Henrik francia műve nyomán) Pest, 1863, 419 oldal
- A magyar mezőgazdaság[halott link]. Pest, 1867, 19 oldal
- Emlékirat egyúttal javaslat Magyarország hivatalos statisztikájának szervezése tárgyában[halott link]. Pest, 1867
- Telekadó és kataszter, közgazdasági és statisztikai szempontból. Pest, 1868, 221 oldal
- A statisztika hivatalos és tudományos mívelése. Értekezések a társad. tudom. köréből I. 6. Pest, 1868 (akadémiai levelező székfoglaló)
- A mezőgazdasági termelés[halott link]. Pest, 1869, 70 oldal
- Magyarország népesedési mozgalma 1864-73-ban és a cholera
- Hazánk és népe a közgazdaság és társadalmi statisztika szempontjából[halott link]. Pest, 1871, 1873, 471 oldal
- Mezőgazdasági statisztika a nemzetközi statisztikai kongresszusokon[halott link]. Bp., 1874, 32 oldal
- Acktenstücke zur Organisation der Landesstatistik in Ungarn. Bp., 1874, 29 oldal
- A gyakorlati statisztika kézikönyve. Bp., 1875
- Magyarország népesedési mozgalma 1864-73-ban és a cholera. Bp., 1875
- Magyarország szőlőszeti statisztikája 1860–1873[halott link]. Bp., 1875, 402 old.
- Visszapillantás közgazdaságunk egy negyed századára[halott link]. Bp., 1876, 29 old. (akadémiai rendes székfoglaló)
- Rapport sur l'état de l'agriculture en Hongrie. Bp., 1878, 240 old.
- Magyarország közgazdasági és mívelődésí állapotai. Bp., 1879, 299 old.
- Magyarország népességének szaporodása és fogyása, országrészek és nemzetiségek szerint. Bp., 1879
- A nemzetiségi viszonyok Magyarországban, az 1880. évi népszámlálás alapján. Bp., 1882
- Tengerészetünk és Fiume jövője. Bp., 1883
- Magyarország népességének élelmezési statisztikája phisiológiai alapon. Bp., 1887, VIII+165+363 lap+17 térkép.

További művei: Szinnyei József: Magyar írók élete és munkái V. (Iczés–Kempner). Budapest: Hornyánszky. 1897.  

## Emlékezete

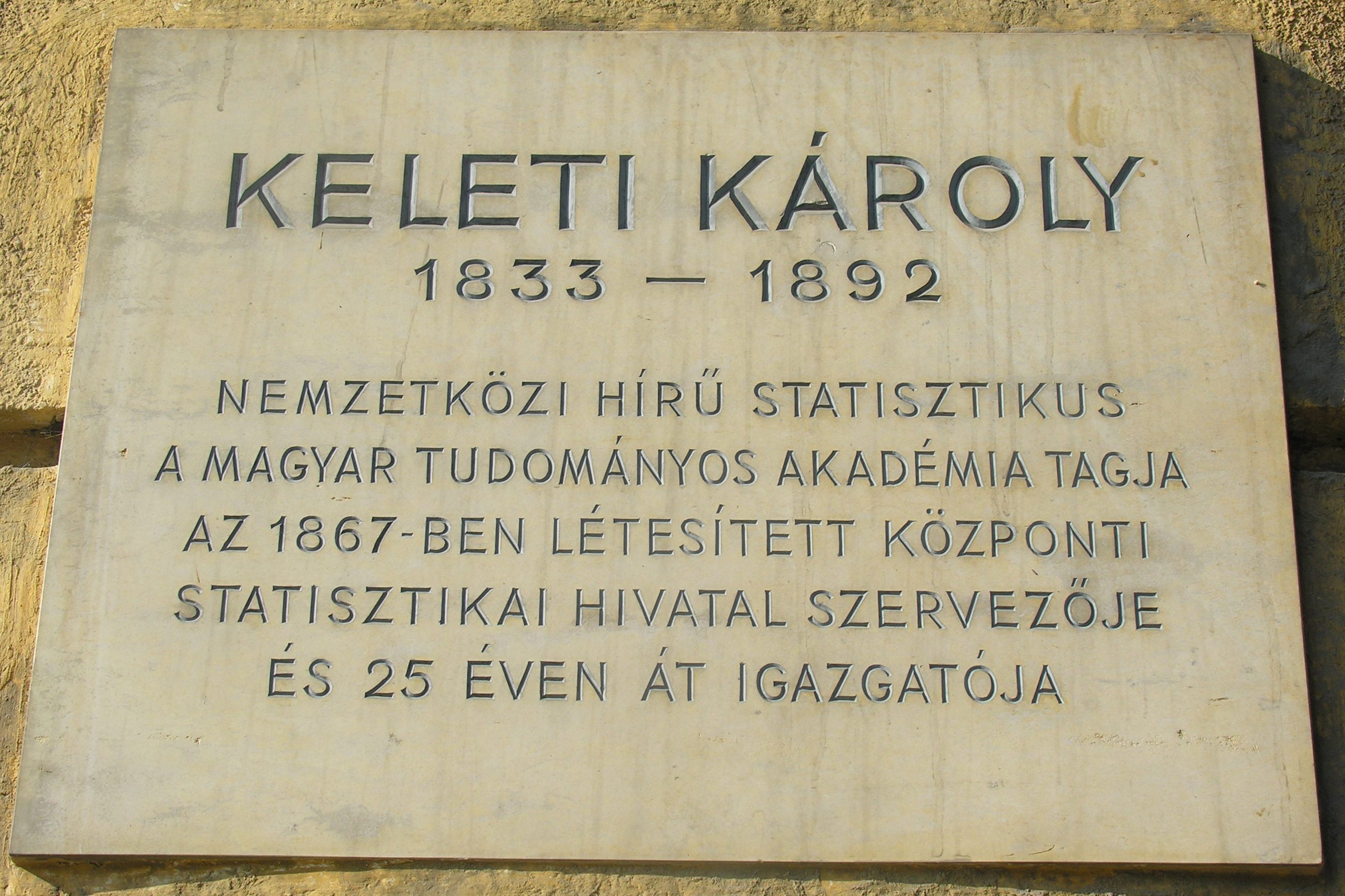
Keleti Károly emléktáblája Budapest II. kerületében, a róla elnevezett utcában

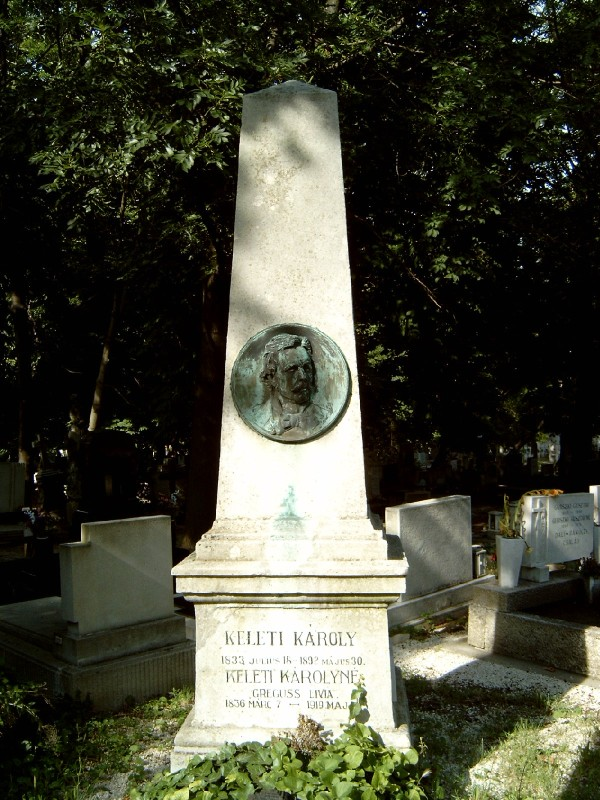
Keleti Károly sírja Budapesten. Farkasréti temető: 1-1-467/468

Nevét viseli:
- A budapesti Keleti Károly Közgazdasági Szakközépiskola
- Az Óbudai Egyetem Keleti Károly Gazdasági Kar Archiválva 2013. június 24-i dátummal a Wayback Machine-ben
- A Keleti Károly Országos Levelező Marketing és Levelező Közgazdaságtan Verseny
- Budapest egyik utcája a város II. kerületében

## Kapcsolódó szócikk
- A Magyar Tudományos Akadémia tagjainak listája (G–K)